# 9 سبتمبر
- السبت
- الأحد
- الاثنين
- الثلاثاء
- الأربعاء
- الخميس
- الجمعة

- 307 ربيع الأول 1447  هـ
- 318 ربيع الأول 1447  هـ
- 19 ربيع الأول 1447  هـ
- 210 ربيع الأول 1447  هـ
- 311 ربيع الأول 1447  هـ
- 412 ربيع الأول 1447  هـ
- 513 ربيع الأول 1447  هـ
- 614 ربيع الأول 1447  هـ
- 715 ربيع الأول 1447  هـ
- 816 ربيع الأول 1447  هـ
- 917 ربيع الأول 1447  هـ
- 1018 ربيع الأول 1447  هـ
- 1119 ربيع الأول 1447  هـ
- 1220 ربيع الأول 1447  هـ
- 1321 ربيع الأول 1447  هـ
- 1422 ربيع الأول 1447  هـ
- 1523 ربيع الأول 1447  هـ
- 1624 ربيع الأول 1447  هـ
- 1725 ربيع الأول 1447  هـ
- 1826 ربيع الأول 1447  هـ
- 1927 ربيع الأول 1447  هـ
- 2028 ربيع الأول 1447  هـ
- 2129 ربيع الأول 1447  هـ
- 2230 ربيع الأول 1447  هـ
- 231 ربيع الآخر 1447  هـ
- 242 ربيع الآخر 1447  هـ
- 253 ربيع الآخر 1447  هـ
- 264 ربيع الآخر 1447  هـ
- 275 ربيع الآخر 1447  هـ
- 286 ربيع الآخر 1447  هـ
- 297 ربيع الآخر 1447  هـ
- 308 ربيع الآخر 1447  هـ
- 19 ربيع الآخر 1447  هـ
- 210 ربيع الآخر 1447  هـ
- 311 ربيع الآخر 1447  هـ

9 سبتمبر أو 9 أيلول أو يوم 9 \ 9 (اليوم التاسع من الشهر التاسع) هو اليوم الثاني والخمسون بعد المئتين (252) من السنوات البسيطة، أو اليوم الثالث والخمسون بعد المئتين (253) من السنوات الكبيسة وفقًا للتقويم الميلادي الغربي (الغريغوري). يبقى بعده 113 يوما لانتهاء السنة.

## أحداث
- 337 ـ الأباطرة الثلاثة قسطنطين الثاني وقنسطانطيوس الثاني وقنسطنس يخلفون أباهم الراحل قسطنطين الأول على عرش الإمبراطورية الرومانية كشركاء في الحكم، حيث تقاسم الأباطرة الثلاثة أراضي الإمبراطورية.
- 914 - دخول القائد ذكا الأعور مصر على رأس جيش بعثه الخليفة العباسي ليرد خطر الفاطميين عن مصر حيث تطلعوا للسيطرة عليها بعد بلاد المغرب العربي.
- 1087 ـ وليام روفوس يتولى عرش إنجلترا تحت اسم وليام الثاني.
- 1493 ـ معركة كربافا، حيث انتصر العثمانيون انتصارًا ساحقًا على الكروات.
- 1513 ـ معركة فلودين: هزيمة اسكتلندا ومصرع ملكها جيمس الرابع، وخروج اسكتلندا من حرب عصبة كامبراي.
- 1543 ـ تتويج ماري ستيوارت ابنة الملك جيمس الخامس ـ ذات الأشهر التسعة ـ «ملكة للاسكتلنديين» في مدينة ستيرلنغ في وسط اسكتلندا.
- 1739 ـ اندلاع ثورة استونو قرب مدينة تشارلستون بولاية كارولينا الجنوبية، وهي أكبر تمرد للعبيد في مستعمرات أمريكا الشمالية الخاضعة للتاج البريطاني في فترة ما قبل الثورة الأمريكية.
- 1791 ـ إطلاق اسم الرئيس جورج واشنطن رسميًا على العاصمة الأمريكية.
- 1827 - الأسطول المصري بقيادة إبراهيم باشا يصل إلى «ميناء نافارين» باليونان.
- 1842 - إعلان الحماية الفرنسية على تاهيتي.
- 1867 - استقلال لوكسمبورغ.
- 1876 - صدور العدد الأول من جريدة الأهرام كصحيفة يومية.
- 1881 - بدء الثورة العرابية في مصر بقيادة أحمد عرابي عندما توجه في موكب مع قادة الجيش المصري إلى قصر عابدين مقر إقامة الخديوي توفيق لعرض مطالب الأمة في الحكم الرشيد.
- 1882 - بدء معركة التل الكبير بين أحمد عرابي والإنجليز.
- 1892 - الفلكي الإنجليزي «دكتور برنارد» يكتشف قمر خامس تابع لكوكب المشتري.
- 1938 - اندلعت معركة بئر السبع بين قوات الانتداب البريطانية والمجاهدين العرب في فلسطين، وقد غنم خلالها المجاهدون 600 قطعة سلاح وأوقعوا عشرات الإصابات في صفوف القوات المحتلة.
- 1940 - الطائرات الحربية الإيطالية تقصف مستعمرة تل أبيب اليهودية في فلسطين إبان الحرب العالمية الثانية وتقتل 117 شخصا.
- 1948 - الإعلان عن جمهورية كوريا الديمقراطية الشعبية المعروفة بكوريا "الشمالية" وهو اليوم الذي اتخذ يوماً وطنياً.
- 1952 - أمين عام جامعة الدول العربية عبد الرحمن عزام يستقيل من منصبه.
- 1953 - صدور قانون الإصلاح الزراعي في مصر، وأصبح يحتفل به بعيد الفلاحين.
- 1965 - الحكومة الصينية تقرر منح إقليم التبت حق الحكم الذاتي، وذلك في محاولة لوأد الحركة الإنفصالية فيه.
- 1973 - كوبا تقطع علاقاتها الدبلوماسية مع إسرائيل.
- 1976 - انضمام فلسطين إلى جامعة الدول العربية بعد الموافقة على اعتبار منظمة التحرير الفلسطينية ممثلًا شرعيًا للشعب الفلسطيني.
- 1984 - مؤتمر دول البحر المتوسط يوافق على مشروع مصري باعتبار البحر المتوسط منطقة منزوعة السلاح النووي.
- 1991 - الإعلان عن استقلال طاجيكستان عن الاتحاد السوفيتي.
- 1999 - الإعلان عن قيام الاتحاد الأفريقي في مدينة سرت الليبية.
- 2008 - آصف علي زرداري يؤدي اليمين رئيسًا لباكستان.
- 2009 - حاكم إمارة دبي الشيخ محمد بن راشد آل مكتوم يفتتح مترو دبي أول مترو في منطقة الخليج العربي.
- 2012 - سلسلة من التفجيرات تطول عدد من المناطق العراقية سقط خلالها عدد من القتلى والجرحى.
- 2013 - متحف فان غوخ يؤكد أخيراً أن لوحة الرسام فينسنت فان غوخ المسماة غروب الشمس في مونماجور أصلية.
- 2014 -
  - تظاهرات لحركة ضنك في عدد من المدن المصرية احتجاجا على سوء الأحوال المعيشية، وإلقاء القبض على 60 من أعضائها.
  - مقتل 9 متظاهرين في احتجاجات لجماعة الحوثيين في العاصمة اليمنية صنعاء.
- 2015 - الملكة إليزابيث الثانية تحطم رقماً قياسياً في اعتلاء عرش بريطانيا وذلك لمدة 63 سنة و7 أشهر و 3 أيام.
- 2016 - كوريا الشمالية تجري تجربتها النووية الخامسة، التي اعتبرت الأكبر حتى هذا التاريخ.

## مواليد
- 384 - هونوريوس، إمبراطور روماني.
- 1585 - الكاردينال ريشيليو، رجل دين مسيحي وسياسي فرنسي.
- 1737 - لويجي جالفاني، طبيب وعالم تشريح إيطالي.
- 1828 - ليو تولستوي، أديب روسي.
- 1877 - أحمد الهيبة، فقيه ومجاهد مغربي.
- 1900 - جيمس هيلتون، روائي إنجليزي.
- 1922 - هانز ديملت، عالم فيزياء أمريكي حاصل على جائزة نوبل في الفيزياء عام 1989.
- 1923 - كارلتون غايدوشك، طبيب أمريكي حاصل على جائزة نوبل في الطب عام 1976.
- 1926 - يوسف القرضاوي، مفكر إسلامي وأحد أبرز أعضاء جماعة الإخوان المسلمون.
- 1928 - أحمد الطيب العلج، ممثل مغربي.
- 1931 - أبو الفتوح عمارة، ممثل مصري.
- 1939 - أنعام سالوسة، ممثلة مصرية.
- 1944 - عبد الله سدران، شاعر وكاتب سيناريو بوسني.
- 1949 - سوسيلو بانبانغ يودهونو، رئيس إندونيسيا.
- 1959 - إريك سيرا، ملحن فرنسي.
- 1960 - هيو غرانت، ممثل بريطاني.
- 1963 - روبيرتو دونادوني، لاعب ومدرب كرة قدم إيطالي.
- 1966 - آدم ساندلر، ممثل أمريكي.
- 1967 - أكشاي كومار، ممثل هندي.
- 1969 - ليزا لويد، مغنية وممثلة أداء صوتي كندية.
- 1976 -
  - ماسايا ماتسكازي، ممثل أداء صوتي ياباني.
  - إيما دي كونز، ممثلة فرنسية.
  - خوان ألفونسو بابتيستا، ممثل فنزويلي.
- 1980 - ميشيل ويليامز، ممثلة أمريكية.
- 1982 -
  - عبد الله الزيد، ممثل ومغني كويتي.
  - ريوكو شيرايشي، ممثلة أداء صوتي يابانية.
- 1984 - جواد أقدار، لاعب كرة قدم مغربي.
- 1985 -
  - أحمد بن فهد بن سلمان بن عبد العزيز آل سعود، أمير سعودي.
  - لوكا مودريتش، لاعب كرة قدم كرواتي.
- 1986 - جورج طويل، مغن وممثل أداء صوتي سوري.

## وفيات
- 1087 - الملك ويليام الأول، ملك إنجلترا.
- 1513 - الملك جيمس الرابع، ملك اسكتلندا.
- 1569 - بيتر برويغيل البكر، رسام هولندي.
- 1834 - جيمس ودل، مستكشف إنجليزي.
- 1941 - هانس سبيمان، طبيب ألماني حاصل على جائزة نوبل في الطب عام 1935.
- 1976 - ماو تسي تونغ، زعيم الحزب الشيوعي الصيني.
- 1985 - بول جون فلوري، عالم كيمياء أمريكي حاصل على جائزة نوبل في الكيمياء عام 1974.
- 1978 - محمد بن الحسن الوزاني، سياسي وصحفي مغربي.
- 1990 - ألكسندر مين، كاتب روسي.
- 1995 - محمد الحاج سلام أمزيان، سياسي مغربي.
- 2001 - أحمد شاه مسعود، مقاتل أفغاني.
- 2006 - مليكة مستظرف، كاتبة وروائية مغربية.
- 2011 - خيري شلبي، كاتب وروائي مصري.
- 2016 - عبد الحكيم عبد اللطيف، شيخ عموم المقارئ المصرية.
- 2021 - برهان علوية، مخرج سينمائي لبناني.

## أعياد ومناسبات
- اليوم العالمي للإسعافات الأولية.
- عيد الاستقلال في طاجيكستان.
- عيد الجمهورية في كوريا الشمالية.
- عيد الفلاح في مصر.

## وصلات خارجية
- وكالة الأنباء القطريَّة: حدث في مثل هذا اليوم.
- النيويورك تايمز: حدث في مثل هذا اليوم.
- BBC: حدث في مثل هذا اليوم.